# František Mareš (archivář)
František Mareš (28. prosince 1850 Bavorov – 12. února 1939 Třeboň) byl český archivář a spisovatel z oboru historie a památkové péče.

## Život
Byl synem knížecího schwarzenberského šafáře v Bavorově. Absolvoval českou školu v Netolicích a německou v Českých Budějovicích. Pak studoval na piaristickém gymnáziu v Českých Budějovicích. Po maturitě obdržel studentské místo ve Schwarzenberském paláci ve Vídni. Studoval historii na vídeňské univerzitě a současně absolvoval vojenskou službu u 28. pěšího pluku. Po praxi v třeboňském archivu se vrátil do Vídně a v letech 1874-1888 byl archivním adjunktem ve Schwarzenberském ústředním archivu. Současně pokračoval ve studiu na Ústavu pro rakouská historická studia (Institut für Österreichische Geschichtsforschung), kde byl žákem Theodora von Sickela. V té době začal rovněž uveřejňovat své práce v odborném tisku.
V roce 1887 byl vyslán českým sněmem spolu s Ferdinandem Tadrou na studijní cestu do vatikánského archivu (Archivum Secretum Vaticanum).
Po návratu z této cesty byl jmenován ředitelem schwarzenberského archivu v Třeboni. Zde působil až do roku 1924, kdy odešel do důchodu.
Zapojil se rovněž do sporů o pravost Rukopisů, kdy se – na rozdíl od svého jmenovce Františka Mareše – přiklonil k jejich odpůrcům.

## Ocenění díla
- 1883 dopisujícím členem Královské české společnosti nauk (na návrh Václava Vladivoje Tomka a Josefa Emlera)
- 1891 dopisujícím členem České akademie věd a umění, kde byl členem archeologické komise.
- 1924 prvním předsedou Společnosti archivní školy
- 1925 čestný doktorát University Karlovy

## Spisy
Připravil k vydání řadu pramenů, například:
- Popravčí kniha pánův z Rožmberka. Praha: František Mareš, 1878. 64 s. Dostupné online.
- Václav Březan Život Petra Voka z Rožmberka (Vácslava Březana Život Petra Voka z Rosenberka), V Praze : Museum království Českého, 1880
- České sklo : Příspěvky k dějinám jeho až do konce XVIII. století / Se zvláštním ohledem na jižní Čechy, V Praze : Česká akademie císaře Františka Josefa pro vědy, slovesnost a umění, 1893
- Prokop Písař: Prokopa písaře novoměstského česká "Ars dictandi", Praha : Česká akademie císaře Františka Josefa pro vědy, slovesnost a umění, 1900
- Prokop Písař: Prokopa písaře Nového Města pražského Praxis cancellariae, Praha : Nákladem České akademie císaře Františka Josefa pro vědy, slovesnost a umění, 1908 [3]
- Kronika budějovská, Praha : Král. čes. společnost nauk, 1921

V rámci edice Soupis památek historických a uměleckých v království Českém provedl spolu s Janem Sedláčkem soupisy okresů:
- 1900 Třeboň, přístupné onlineArchivováno 27. 11. 2014 na Wayback Machine.
- 1913 Prachatice, přístupné online Archivováno 27. 11. 2014 na Wayback Machine.
- 1918 Krumlov I. Okres,
- 2018 MAREŠ, František; SEDLÁČEK, Jan. Soupis památek historických a uměleckých v politickém okresu českokrumlovském. Díl II: Město Český Krumlov Svazek 1-3. Inventar der Historischen Bau- und Kunstdenkmäler im politischen Bezirk Böhmisch Krumau. Teil II: Stadt Böhmisch Krumau Bau 1-3. Ilustrace Josef Seidel, Josef Wolf. Praha: Ústav dějin umění AV ČR, 2018. 956 s. ISBN 9788086890067. (česky, německy)